# Ferrat 80
Albums de Jean Ferrat
Les Instants volés Je ne suis qu'un cri
Ferrat 80 est un album studio de Jean Ferrat sorti chez Temey en 1980.

## Titres
| No  | Titre                                  | Durée |
| --- | -------------------------------------- | ----- |
| 1.  | Le Bilan                               |       |
| 2.  | Oural ouralou                          |       |
| 3.  | L'amour est cerise                     |       |
| 4.  | J'ai froid                             |       |
| 5.  | Pour être encore en haut d'l'affiche   |       |
| 6.  | Mon pays était beau                    |       |
| 7.  | Tu verras tu seras bien                |       |
| 8.  | Quand on n'interdira plus mes chansons |       |
| 9.  | J'aurais seulement voulu               |       |
| 10. | La Bourrée des trois célibataires      |       |
| 11. | Chanter                                |       |
| 12. | L'Embellie                             |       |

## Crédits
- Paroles et musiques: Jean Ferrat
- Arrangements: Alain Goraguer